# Bramka szumów
Bramka szumów (ang. noise gate) – urządzenie elektroniczne lub program komputerowy używany do regulacji głośności sygnału audio i służący do eliminacji niepożądanych dźwięków (szumów, przydźwięków) pomiędzy użytecznymi frazami sygnału audio.
Jeżeli sygnał wprowadzany do bramki ma wartość niższą od ustawionej wartości progowej, to na wyjściu bramki nie otrzymuje się żadnego sygnału – bramka pozostanie „zamknięta”. Podanie na wejście bramki sygnału wyższego lub równego wartości progowej spowoduje „otwarcie” bramki – na jej wyjściu pojawi się wprowadzony sygnał.
Urządzenie to wykorzystywane jest często w połączeniu z gitarą elektryczną, zwłaszcza podczas korzystania z efektów obniżających dynamikę (np. przesterów, kompresorów) których skutkiem ubocznym jest wzrost niepożądanego szumu i przydźwięku, zatem zadaniem bramki jest wyciszanie toru sygnałowego, gdy gitarzysta nie szarpie strun.